# Коул, Джон Уиллоуби, 2-й граф Эннискиллен
Джон Уиллоуби Коул, 2-й граф Эннискиллен (англ. William Willoughby Cole, 2st Earl of Enniskillen; 23 марта 1768 — 31 марта 1840) — англо-ирландский пэр и политик. Он носил титул учтивости — виконт Коул с 1789 по 1803 год.

## Биография
Родился 23 марта 1768 года. Старший сын Уильяма Уиллоуби Коула, 1-го графа Эннискиллена (1736—1803), и Энн Лаури-Корри (? — 1802), дочери ирландского политика Гэлбрейта Лаури-Корри.
22 мая 1803 года после смерти своего отца Джон Коул унаследовал титулы 2-го графа Эннискиллена, 2-го виконта Эннискилена в графстве Фермана и 3-го барона Маунтфлоренса в графстве графства Фермана (Пэрство Ирландии), заняв своё место в Ирландской палате лордов.
Заседал в Ирландской палате общин от округа Слайго (1790, 1798) и графства Фермана (1790—1801) и в Палате общин Великобритании от графства Фермана (1801—1803).
С 1804 по 1840 год — ирландский пэр-представитель в Палате лордов Великобритании.
Он также был губернатором Фермана до 1831 года, а затем лордом-лейтенантом графства Фермана (1831—1840). В 1810 году он был награжден Орденом Святого Патрика.
11 августа 1815 года для него был создан титул барона Гринстеда из Гринстеда в графстве Уилтшир (Пэрство Соединённого королевства), что давало ему и его потомкам место в Палате лордов Великобритании.

## Личная жизнь
15 октября 1805 года лорд Эннискиллен женился на леди Шарлотте Пэджет (1781 — 26 января 1817), дочери Генри Пэджета, 1-го графа Аксбриджа, и Джейн Шампанье. У супругов было пятеро детей:
- Уильям Уиллоуби Коул, 3-й граф Эннискиллен (25 января 1807 — 12 ноября 1886), старший сын и преемник отца.
- Полковник Достопочтенный Генри Артур Коул (14 февраля 1809 — 2 июля 1890)
- Леди Джейн Энн Луиза Флоренс Коул (27 июля 1811 — 23 марта 1831)
- Достопочтенный Джон Лаури Коул[англ.] (8 июня 1813 — 28 ноября 1882)
- Достопочтенный Лаури Бальфур Коул (6 июня 1815 — 14 января 1818).

Лорд Эннискиллен скончался в марте 1840 года в возрасте 72 лет, и его титулы унаследовал его старший сын Уильям.